# Grégory Bourillon
Pour les articles homonymes, voir Bourrillon.
Grégory Bourillon, né le 1er juillet 1984 à Laval en France, est un footballeur français qui a évolué au poste de défenseur central.

## Biographie

### En club

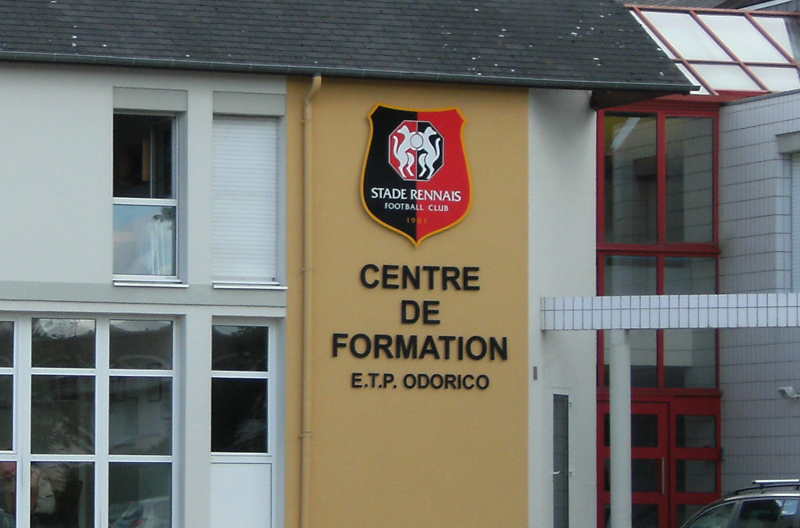
Grégory Bourillon est formé au Stade rennais.

Mayennais d'origine, il commence sa carrière au club de Montsûrs avant de signer au Stade lavallois en 1996. En janvier 1999 il est finaliste national du Coca-Cola Foot Challenge, une opération de détection menée par la DTN. Il quitte Laval en 2000 pour signer au Stade rennais, en échange du prêt de Cyril Yapi.
En Bretagne, il remporte la Coupe Gambardella en 2003 et signe son premier contrat professionnel dans la foulée. Il débute au milieu de terrain avant de s'installer, durant la saison 2006-2007, comme un titulaire indiscutable en défense centrale. Alors qu'il est présélectionné en équipe de France, une blessure grave au genou  met un terme prématurément à sa saison.
À l'intersaison 2007, il signe un contrat de quatre ans avec le Paris Saint-Germain. Son transfert de la Bretagne à Paris est estimé à 3,5 M€. Utilisé en tant que défenseur au début de la saison 2007-2008, il réalise des prestations moyennes qui lui vaudront un séjour sur le banc avant de refaire apparition en deuxième partie de saison et de participer au sauvetage du club ainsi qu'au bon parcours en Coupe de France.
En 2008-2009, il est peu utilisé, essentiellement en coupes, et effectue de brèves apparitions en championnat. En partance, il est finalement retenu par Antoine Kombouaré en raison de matchs amicaux convaincants et de la blessure de Zoumana Camara.

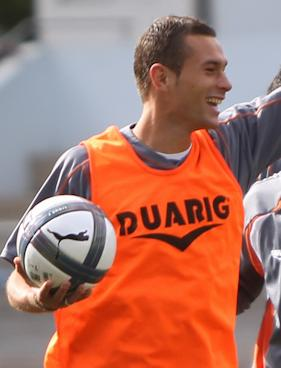
Bourillon avec le FC Lorient en 2010.

Le 1er février 2010, il rejoint finalement le FC Lorient dans les dernières heures du mercato pour un contrat de quatre ans et demi et un transfert évalué à 1,7 million d'euros. Il joue dix matchs sur la deuxième partie de saison passée dans la ville aux cinq ports. Le 31 juillet 2010, lors de l'inauguration de la pelouse synthétique du Stade du Moustoir face au Legia Varsovie, il perd connaissance pendant quelque temps après une chute à la suite d'un duel. Il est sorti sur civière et emmené à l'Hôpital Bodélio.
Le 21 janvier 2013, il est sélectionné dans l'équipe type européenne de la semaine par le site Eurosport selon l'Opta Index grâce à sa prestation de qualité lors du match face à Troyes (victoire 3-2, un but, dix interceptions, neuf duels gagnés). Pour la saison 2012-2013 il est l'un des deux délégués syndicaux de l'UNFP au sein du FC Lorient. Lors de sa dernière saison à Lorient, il est utilisé par Christian Gourcuff au milieu de terrain où il peut faire apprécier ses qualités balle au pied.
Le 24 juin 2014 il s'engage, libre, avec le Stade de Reims. Il y est choisi par Jean-Luc Vasseur pour pallier le départ de Grzegorz Krychowiak. Il connait une première saison difficile en Champagne et, à la suite du limogeage de Vasseur, n'entre pas dans les plans du nouvel entraîneur, Olivier Guégan, qui lui préfère les jeunes Peuget et Mfulu. À la suite de l'arrivée de Kankava à l'été 2015, il est définitivement écarté du groupe professionnel (aucune apparition en championnat lors de la première moitié de saison 2015-2016).
Il rebondit alors au Angers SCO le 25 janvier 2016 où il signe un contrat d'un an et demi.
En juillet 2017, libre depuis la fin de son contrat à Angers, il rejoint Châteauroux, promu en L2, pour deux saisons.
En 2024, il signe dans le club amateur des Écureuils des Pays de Monts, en Vendée  pour accompagner le projet « Club Famille entre mer et forêt » que souhaite l’équipe du nouveau président, Vincent Guittonneau[réf. nécessaire].

### Reconversion
À partir de 2019 il prépare un DUGOS (diplôme universitaire gestionnaire des organisations sportives), qu'il obtient en 2021.
En septembre 2021, il intègre la 12e promotion 2021-2023 du DU Manager Général du CDES de Limoges, tout en étant conseiller technique au Stade bordelais.
En Mai 2024, il rachète deux magasins Intermarché situés en Vendée avec sa femme Cyrielle. Devenant le chef d’entreprise d’une équipe totalisant une 70 aine de salariés.

## Statistiques
| Saison                | Club                  | Championnat           | Championnat | Championnat | Championnat | Coupe nationale | Coupe nationale | Coupe nationale | Coupe de la Ligue | Coupe de la Ligue | Coupe de la Ligue | Compétition(s) continentale(s) | Compétition(s) continentale(s) | Compétition(s) continentale(s) | Compétition(s) continentale(s) | Total | Total | Total |
| Saison                | Club                  | Division              | M.          | B.          | P.d.        | M.              | B.              | P.d.            | M.                | B.                | P.d.              | Comp.                          | M.                             | B.                             | P.d.                           | M.    | B.    | P.d.  |
| 2002-2003             | Stade rennais FC      | Ligue 1               | 20          | 0           | 0           | 5               | 0               | 0               | 1                 | 0                 | 0                 | -                              | -                              | -                              | -                              | 26    | 0     | 0     |
| 2003-2004             | Stade rennais FC      | Ligue 1               | 17          | 0           | 0           | 1               | 0               | 0               | 1                 | 0                 | 0                 | -                              | -                              | -                              | -                              | 19    | 0     | 0     |
| 2004-2005             | Stade rennais FC      | Ligue 1               | 21          | 0           | 0           | 1               | 0               | 0               | -                 | -                 | -                 | -                              | -                              | -                              | -                              | 22    | 0     | 0     |
| 2005-2006             | Stade rennais FC      | Ligue 1               | 32          | 0           | 0           | 5               | 1               | 0               | 1                 | 0                 | 0                 | C3                             | 4                              | 0                              | 0                              | 42    | 1     | 0     |
| 2006-2007             | Stade rennais FC      | Ligue 1               | 23          | 0           | 0           | -               | -               | -               | 3                 | 0                 | 0                 | -                              | -                              | -                              | -                              | 26    | 0     | 0     |
| Sous-total            | Sous-total            | Sous-total            | 113         | 0           | 0           | 12              | 1               | 0               | 6                 | 0                 | 0                 | -                              | 4                              | 0                              | 0                              | 135   | 1     | 0     |
| 2007-2008             | Paris Saint-Germain   | Ligue 1               | 22          | 0           | 2           | 4               | 0               | 0               | 4                 | 0                 | 1                 | -                              | -                              | -                              | -                              | 30    | 0     | 3     |
| 2008-2009             | Paris Saint-Germain   | Ligue 1               | 8           | 0           | 0           | 1               | 0               | 0               | 3                 | 0                 | 0                 | C3                             | 6                              | 0                              | 0                              | 18    | 0     | 0     |
| 2009-2010             | Paris Saint-Germain   | Ligue 1               | 6           | 0           | 0           | -               | -               | -               | 1                 | 0                 | 0                 | -                              | -                              | -                              | -                              | 7     | 0     | 0     |
| Sous-total            | Sous-total            | Sous-total            | 36          | 0           | 2           | 5               | 0               | 0               | 8                 | 0                 | 1                 | -                              | 6                              | 0                              | 0                              | 55    | 0     | 3     |
| 2009-2010             | FC Lorient            | Ligue 1               | 10          | 1           | 0           | -               | -               | -               | -                 | -                 | -                 | -                              | -                              | -                              | -                              | 10    | 1     | 0     |
| 2010-2011             | FC Lorient            | Ligue 1               | 33          | 0           | 1           | 3               | 0               | 0               | 2                 | 0                 | 0                 | -                              | -                              | -                              | -                              | 38    | 0     | 1     |
| 2011-2012             | FC Lorient            | Ligue 1               | 20          | 1           | 2           | -               | -               | -               | -                 | -                 | -                 | -                              | -                              | -                              | -                              | 20    | 1     | 2     |
| 2012-2013             | FC Lorient            | Ligue 1               | 26          | 2           | 0           | 4               | 1               | 0               | -                 | -                 | -                 | -                              | -                              | -                              | -                              | 30    | 3     | 0     |
| 2013-2014             | FC Lorient            | Ligue 1               | 29          | 0           | 2           | -               | -               | -               | 1                 | 0                 | 0                 | -                              | -                              | -                              | -                              | 30    | 0     | 2     |
| Sous-total            | Sous-total            | Sous-total            | 118         | 4           | 5           | 7               | 1               | 0               | 3                 | 0                 | 0                 | -                              | 0                              | 0                              | 0                              | 128   | 5     | 5     |
| 2014-2015             | Stade de Reims        | Ligue 1               | 21          | 1           | 0           | 2               | 0               | 0               | 1                 | 0                 | 0                 | -                              | -                              | -                              | -                              | 24    | 1     | 0     |
| 2015-2016             | Stade de Reims        | Ligue 1               | -           | -           | -           | -               | -               | -               | 1                 | 0                 | 0                 | -                              | -                              | -                              | -                              | 1     | 0     | 0     |
| Sous-total            | Sous-total            | Sous-total            | 21          | 1           | 0           | 2               | 0               | 0               | 2                 | 0                 | 0                 | -                              | 0                              | 0                              | 0                              | 25    | 1     | 0     |
| 2015-2016             | Angers SCO            | Ligue 1               | 8           | 1           | 0           | -               | -               | -               | -                 | -                 | -                 | -                              | -                              | -                              | -                              | 8     | 1     | 0     |
| 2016-2017             | Angers SCO            | Ligue 1               | 5           | 1           | 0           | 1               | 0               | 0               | 1                 | 0                 | 0                 | -                              | -                              | -                              | -                              | 7     | 1     | 0     |
| Sous-total            | Sous-total            | Sous-total            | 13          | 2           | 0           | 1               | 0               | 0               | 1                 | 0                 | 0                 | -                              | 0                              | 0                              | 0                              | 15    | 2     | 0     |
| 2017-2018             | LB Châteauroux        | Ligue 2               | 31          | 1           | 2           | 4               | 0               | 0               | 1                 | 0                 | 0                 | -                              | -                              | -                              | -                              | 36    | 1     | 2     |
| 2018-2019             | LB Châteauroux        | Ligue 2               | 35          | 8           | 1           | 3               | 1               | 0               | 2                 | 0                 | 0                 | -                              | -                              | -                              | -                              | 40    | 9     | 1     |
| Sous-total            | Sous-total            | Sous-total            | 66          | 9           | 3           | 7               | 1               | 0               | 3                 | 0                 | 0                 | -                              | 0                              | 0                              | 0                              | 76    | 10    | 3     |
| Total sur la carrière | Total sur la carrière | Total sur la carrière | 367         | 16          | 10          | 34              | 3               | 0               | 23                | 0                 | 1                 | -                              | 10                             | 0                              | 0                              | 434   | 19    | 11    |

## Palmarès
Après avoir remporté la Coupe Gambardella en 2003 avec le Stade rennais, Grégory Bourillon remporte la Coupe de la Ligue en 2008.
Il est également finaliste de la Coupe de France en 2008 avec le Paris Saint-Germain et en 2017 avec Angers SCO.
En 2004 il est champion de France des réserves professionnelles. En 2016 il est champion de France de CFA2 avec l'équipe réserve du Stade de Reims.

## Vie personnelle
Fin 2014, il se marie avec Cyrielle qui donnera naissance à leur premier enfant nommé Sacha en mars 2015. Ils accueillent leur deuxième fils Maël qui naît a Angers en septembre 2017.
Son frère Yoann Bourillon, de deux ans son ainé, est aussi un joueur de football professionnel. Il a évolué au Stade lavallois, au Besançon Racing Club et à l'US Avranches.